# Hubert Woldemarson
Hubert Woldemarson (Hubecht, Huprecht) död 1565 i Stockholm, var en pärlstickare.
Hubert Woldemarson anställdes 1663 av Erik XIV som pärlstickare vid hovet i Stockholm. Han är troligen en av de utländska konstnärer som A Rosenberger värvade under sin vistelse i Antwerpen 1560–1562. Han förekommer i hovstatens handlingar 1564–1565 med en lön som betydligt översteg de övriga pärlstickarna vid hovet. En bevarad inventeringslista från 1566 över pärlstickarkammarens arbeten upptar flera av hans arbeten. Bland annat utförde han ett riksvapen som numera ingår i Livrustkammarens samling. Vapnet var troligen avsedd för en kröningshimmel och bokstäverna E och C tyder på att det var avsett att användas vid en planerad högtidlig förmälning med Karin Månsdotter.  